# Palais de la Cité
Het Palais de la Cité is een voormalig koninklijk paleis in het centrum van de Franse hoofdstad Parijs, gelegen op het Île de la Cité. Het paleis was van de zesde tot de veertiende eeuw de residentie van de koningen van Frankrijk. Daarna kreeg het steeds meer andere functies, onder andere als gevangenis. Tot de Franse Revolutie was het de zetel van het Parlement van Parijs, het hoogste rechtscollege in het koninkrijk Frankrijk. In de negentiende eeuw werd het gebouwencomplex grotendeels vernieuwd. Het werd daarna aangeduid als Palais de Justice.
Het paleis werd in de loop der eeuwen vele malen verbouwd en herbouwd, onder andere na grote branden in 1618, 1776 en 1871. Enkele oude torens werden in de negentiende eeuw opgenomen in de nieuwbouw van het Paleis van Justitie. De belangrijkste middeleeuwse overblijfselen zijn de Sainte-Chapelle, een meesterwerk van gotische bouwkunst, en de Conciergerie, van 1380 tot 1914 in gebruik als gevangenis, thans een museum.

## Geschiedenis

### Romeinse tijd en vroege middeleeuwen
Al in de Gallo-Romeinse periode deden zich de eerste stedelijke ontwikkelingen voor op het Île de la Cité, het eiland in de Seine. Terwijl het zwaartepunt van de Gallo-Romeinse nederzetting Lutetia op de linkeroever van de Seine lag, stond er aan de oostkant van het eiland, waar nu de kathedraal van Notre Dame staat, een grote tempel. In het westelijke deel van het eiland, op de plaats van het later Palais de la Cité, stond het 'paleis' van de Romeinse prefect, dat de vorm had van een Gallo-Romeins fort omringd door wallen.
Vanaf de zesde eeuw gebruikten de koningen van de Franken dit fort als palts wanneer ze in Parijs verbleven. Clovis, een Frankische koning uit de Merovingische dynastie, bewoonde de palts van 508 tot aan zijn dood in 511. Latere koningen (de Karolingen) verplaatsten de hoofdstad naar Aken en besteedden weinig aandacht aan Parijs. Aan het einde van de negende eeuw, na een reeks aanvallen door de Vikingen, liet koning Karel de Kale de muren van de palts herbouwen en versterken. Hugo Capet (941-996), de graaf van Parijs, werd op 3 juli 987 tot koning van Frankrijk gekozen en woonde in de palts als hij in Parijs was, maar hij en andere koningen uit het huis Capet gaven meestal de voorkeur aan hun koninklijke residenties in Vincennes, Compiègne en Orléans.

### Hoge middeleeuwen
Robert de Vrome, de zoon van Hugo Capet, die regeerde van 996 tot 1031, verbleef vaker in Parijs. Hij bouwde de oude vesting uit tot een echt paleis, een rechthoekig bouwwerk van 130 × 110 m met versterkte muren en poorten. Binnen de muren bevond zich de Salle de Roi, de vergaderzaal voor de Curia Regis (koninklijke raad). Ten westen daarvan bouwde hij zijn eigen residentie, de chambre de Roi. Tot slot bouwde hij een kapel gewijd aan Sint-Nicolaas.
In de twaalfde eeuw werd het complex verder uitgebreid door Lodewijk VI, met de hulp van zijn vriend en bondgenoot, abt Suger van de Abdij van Saint-Denis. Lodewijk VI voltooide de kapel van Sint-Nicolaas, verving de de oude donjon door een nieuwe, de Grosse Tour ("dikke toren"), met een doorsnede van 11,7 m en drie meter dikke muren. De toren werd in 1776 gesloopt. Zijn zoon, Lodewijk VII, vergrootte het paleis verder en voegde een kapel toe, die later opgenomen werd in de Conciergerie. De ingang van het paleis, met een ceremoniële trap, bevond zich in die tijd al aan de oostkant, aan de nog bestaande Cour du Mai. Op de westelijke punt van het eiland bevond zich een ommuurde tuin en boomgaard.
Filips II van Frankrijk (Filips Augustus) vestigde de koninklijke archieven, de schatkist en de rechtbanken in het Palais de la Cité. Parijs was nu de onbetwiste hoofdstad van Frankrijk. In 1187 verwelkomde hij de Engelse koning Richard Leeuwenhart in zijn paleis. De rechtbankverslagen uit die tijd vermelden de instelling van een nieuw functie, de concierge, die toezicht moest houden op de lagere en middenklasse rechtbanken die in het paleis gevestigd waren. Dit deel van het paleis werd later naar deze functie Conciergerie genoemd. Filips Augustus verbeterde tevens de kwaliteit van leven door de modderige straten rond het paleis te laten bestraten met keien, de eerste geplaveide straten in Parijs.
Lodewijk IX, later bekend als Lodewijk de Heilige, bouwde tussen 1242 en 1248 op de plaats van de oude Sint-Nicolaaskapel een nieuwe kapel om te laten zien dat hij niet alleen koning van Frankrijk was, maar ook de leider van de christelijke wereld. In de Sainte-Chapelle werden de relikwieën bewaard die hij in 1238 in Constantinopel had verworven van Boudewijn II, keizer van het Latijnse Keizerrijk. Daaronder bevonden zich de vermeende doornenkroon en delen van het kruis van Jezus. De kapel had twee niveaus: beneden was voor de paleisdienaren; boven voor de koning en zijn familie. De bovenkapel was door middel van een overdekte loopbrug, de Galerie mercière, verbonden met de koninklijke residentie (H op de plattegrond hiernaast). Naast de kapel lag de sacristie, waar de koninklijke charters werden bewaard (V).
Lodewijk IX creëerde ook verschillende nieuwe instellingen om de financiën, administratie en het rechtssysteem van zijn in omvang groeiende koninkrijk te beheren. Al deze nieuwe instellingen kregen onderdak in het paleis, wat tot conflicten leidde. Om ruimte te maken voor de chanoines (reguliere kanunniken, die sommige van deze instellingen beheerden), liet hij de zuidelijke muur van het paleis slopen en vervangen door woningen. Aan de noordkant van het paleis, net buiten de Tour Bonbec en direct aan de Seine, bouwde hij een nieuwe ceremoniële zaal, de Salle sur l'eau (U).
Filips IV, koning van 1285 tot 1314, geassisteerd door zijn kamerheer Enguerrand de Marigny, herbouwde, vergrootte en verfraaide het paleis. Aan de noordkant onteigende hij land dat toebehoorde aan de hertogen van Bretagne en bouwde nieuwe onderkomens voor de Chambre des Enquetes, die toezicht hield op het openbaar bestuur, en de Grand-Chambre, een ander hooggerechtshof. hij voegde twee nieuwe torens toe, de Tour Cesar en de Tour d'Argent (B), evenals een galerij die het paleis verbond met de Tour Bombec. De koninklijke kantoren gaven hun namen aan diverse kamers in het paleis. Zo was er de Chambre des Comptes ("rekenkamer", M), waar de schatkist van het koninkrijk werd beheerd. De rechtbanken waren verdeeld tussen de Chambre civile en de Chambre criminelle.
Op de plaats van de oude Salle de Roi bouwde Filips IV een veel grotere en rijker versierde vergaderzaal, de Grand-Salle, een dubbelschepige ruimte, gedekt door twee houten gewelven, ondersteund door acht zuilen versierd met polychrome beelden van de koningen van Frankrijk. In het midden van de zaal stond een enorme tafel van zwart Duits marmer, gebruikt voor banketten, het afleggen van eden en andere officiële functies. De Grand-Salle werd soms gebruikt voor theatervoorstellingen. De nog bestaande verdieping onder de Grand-Salle bevatte de Salle des Gardes voor de soldaten die de koning beschermden, evenals de eetkamer voor het paleispersoneel, inclusief officieren, klerken, hofbeambten en dienaren. Ambtenaren van het hooggerechtshof hadden hun eigen huizen in de stad, terwijl lagere ambtenaren en dienaren in het paleis woonden. De hofhouding van Filips IV telde ongeveer driehonderd personen. Inclusief de dienaren van de koningin en de prinsen en prinsessen waren dat er ongeveer zeshonderd.
Filips herbouwde tevens de zuidelijke muur en verplaatste de oostelijke muur om de ceremoniële binnenplaats te vergroten. Hij restaureerde de Salle sur l'eau, breidde de koninklijke residentie naar het zuiden uit, bouwde een nieuw gebouw voor de Chambre des Comptes en breidde de ommuurde tuin uit aan de westkant van het eiland, waar nu de Place Dauphine ligt. Daar lag ook een badhuis, waar de koning kon baden in de rivier, en een aanlegsteiger, vanwaar de koning per boot naar zijn andere bezittingen kon varen, het Louvre op de rechteroever en de Tour de Nesle op de linkeroever. Hij stierf in 1314 toen de werkzaamheden bijna waren voltooid.

### Late Middeleeuwen
Filips' opvolgers uit het huis Valois breiden het paleis verder uit. Jan II bouwde omstreeks 1353 op de noordoosthoek een vierkante klokkentoren, de nog bestaande Tour de l'Horloge.
De Honderdjarige Oorlog tussen Engeland en Frankrijk ging niet ongemerkt voorbij aan het paleis. Jan II werd in 1356 gegijzeld door de Engelsen. In 1358 kwam de deken van het Parijse koopliedengilde, Etienne Marcel, een van de machtigste burgers van Parijs, in opstand tegen het koninklijk gezag. Zijn soldaten vielen het paleis binnen en doodden in aanwezigheid van de kroonprins, de toekomstige Karel V, twee raadsheren van de koning, Jean de Conflans en Robert de Clermont. De opstand mislukte en Marcel werd ter dood gebracht, maar toen Karel V in 1364 de troon besteeg, besloot hij zijn residentie te verplaatsen naar een locatie op veilige afstand van het stadscentrum. Hij bouwde het Hôtel Saint-Pol in de toen nauwelijks bebouwde wijk Le Marais, dicht bij het fort Bastille Saint-Antoine. Later werden het Louvre en daarna het Kasteel van Vincennes de geprefereerde koninklijke residenties.
De Franse koningen gaven het Palais de la Cité echter niet helemaal op. Bepaalde ceremonies bleven plaatsvinden in de Grand-Salle, evenals recepties van buitenlandse monarchen en zittingen van het Parlement van Parijs (waarvan de koning voorzitter was). Ook bleven de koningen de heilige relikwieën in de Sainte-Chapelle hun bijzondere verering schenken. Tot in de zestiende eeuw verbleven sommige koningen langdurig in het paleis. Niettemin was de belangrijkste functie van het paleis een administratieve en juridische geworden: het beheer van de schatkist en de koninklijke rechtspraak. Daarnaast waren delen van het paleis al vanaf de veertiende eeuw in gebruik als gevangenis. In de vijftiende eeuw was het Palais de la Cité een van de grootste gevangenissen van Parijs. De ingang van de gevangenis bevond zich aan de Cour du Mai, vernoemd naar de meiboom die de klerken van het paleis daar traditioneel elke lente plaatsten. De gevangeniscellen en martelkamers bevonden zich in de kelders van het paleis en in de torens. Gevangenen werden er zelden lang vastgehouden. Zodra het oordeel was geveld, werden ze kort naar de voorhof van de Notre-Dame gebracht om hun bekentenis te laten horen en vervolgens naar de Place de Grève voor de executie.
Bekende gevangenen die in het paleis werden vastgehouden zijn:
- Enguerrand de Marigny (±1260-1315), kanselier van Filips IV, die toezicht hield op de bouw van een groot deel van het paleis, beschuldigd van corruptie door de opvolger van de koning, Lodewijk X;
- Gabriel de Lorges, graaf van Montgomery (1530-1574), wiens lans Hendrik II dodelijk verwondde tijdens een toernooi, en die later werd beschuldigd van het bepleiten van religieuze hervormingen en ongehoorzaamheid aan koning Karel IX;
- François Ravaillac (1578-1610), de moordenaar van Hendrik IV;
- Marie-Madeleine de Brinvilliers (1630-1676), een beroemde gifmengster;
- Louis-Dominique Cartouche (1693-1721), een bandiet en bendeleider;
- Robert François Damiens (1715-1757), een paleisbediende die Louis XV probeerde te vermoorden;
- Jeanne de Valois-Saint-Rémy (1756-1791), gravin de la Motte, oplichtster.[2]

### Vroegmoderne tijd
Tot in de achttiende eeuw zijn voortdurend wijzigingen aangebracht aan het paleis. In 1504 voegde Lodewijk XII een monumentale trap toe aan de zuidkant van het paleis en bouwde een nieuw onderkomen voor de Chambre des comptes. In 1607 gaf Hendrik IV de koninklijke tuin in de westelijke punt van het Île de la Cité op en liet op die plek de Place Dauphine aanleggen, nadat zijn voorganger Hendrik III in die omgeving de Pont Neuf had laten bouwen. In 1611 liet Lodewijk XIII de oevers van de rivier rondom verstevigen met steen.
In 1618 verwoestte een grote brand de Grand-Salle. De zaal werd in 1622 volgens hetzelfde grondplan herbouwd door Salomon de Brosse en werd daarna Salle des pas perdus ("Zaal van de Verloren Stappen" of "Zaal van de Nietverlorenen") genoemd, een naam waarvan de betekenis niet opgehelderd is. In 1630 verwoestte een brand de torenspits van de Sainte-Chapelle. In 1671 volgde koning Lodewijk XIV, die altijd geld tekortkwam voor zijn grootse projecten, het voorbeeld van Hendrik IV en begon onbenutte percelen rond het paleis uit te geven voor nieuwbouw. In de achttiende eeuw was het paleis volledig omringd door huizen en winkels die pal tegen de paleismuren waren gebouwd. In de winter van 1689-1690 steeg het water van de Seine zo hoog dat het paleis overstroomde. In 1737 verwoestte een brand de Cour de Comptes. De wederopbouw van het gebouw werd uitgevoerd door Jacques Gabriel, de vader van Ange-Jacques Gabriel. Een nog ernstiger brand vond plaats in 1776, waarbij ernstige schade werd toegebracht aan de residentie van de koning, de Grosse Tour en de gebouwen rond de Cour de Mai. Bij de wederopbouw werden de oude schatkamer, de Grosse Tour en de oostelijke paleismuur gesloopt. De Conciergerie kreeg een nieuwe kapel en een groot aantal nieuwe gevangeniscellen, die een beruchte rol zouden spelen in de op handen zijnde revolutie.

### Revolutie en Terreur
In de turbulente jaren vóór de Franse Revolutie vormde het Parlement van Parijs, gevestigd in de Conciergerie, een centrum van verzet tegen het autoritaire bewind van Lodewijk XVI. In mei 1788 weigerde het parlement hem toe te staan een onderzoek te starten naar een van hun leden. In juli 1789, na de Bestorming van de Bastille, ging de wetgevende macht over op de nieuwe Nationale Grondwetgevende Vergadering, die weinig sympathie had voor de edelen en geestelijken van het Parlement van Parijs. De Vergadering zond het Parlement met onbepaald verlof en in 1790 verzegelde de burgemeester van Parijs, Jean Sylvain Bailly, de kantoren van het Parlement.
De revolutie nam een radicalere wending in augustus 1792, toen de eerste Parijse Commune en de sansculotten  het Tuilerieënpaleis innamen en de koning arresteerden. In september van dat jaar vermoordden de sansculotten in vier dagen tijd 1.300 gevangenen. Degenen die vastzaten in de Conciergerie werden vermoord in de "Cour des Femmes", de binnenplaats voor vrouwelijke gevangenen.
De nieuwe revolutionaire regering van de Nationale Conventie was verdeeld in twee facties, de gematigde girondijnen en de radicale montagnards, geleid door Robespierre. Op 10 maart 1793 gaf de Conventie, ondanks tegenstand van de girondijnen, opdracht tot de oprichting van het Revolutionair Tribunaal, dat gevestigd werd in de Conciergerie, waarvan de Grand-Salle werd omgedoopt in de Salle de la Liberté. Voorzitter was Antoine Quentin Fouquier-Tinville, een voormalig staatsaanklager, bijgestaan door een jury van twaalf leden. Tijdens de Conventie liet Robespierre de nieuwe Verdachtenwet aannemen, die verdachten van de meeste van hun rechten beroofde. Er was geen beroep meer mogelijk tegen de beslissingen van het Tribunaal en doodstraffen werden nog dezelfde dag uitgevoerd.
Een van de eersten die werd berecht was Marie Antoinette, de voormalige koningin, die tweeënhalve maand gevangen had gezeten sinds het proces en de executie van haar echtgenoot, Lodewijk XVI. Ze werd berecht op 16 oktober 1793 en op dezelfde dag geëxecuteerd. Op 24 oktober werden twintig girondijnse leden van de Conventie berecht wegens samenzwering tegen de nieuwe Republiek. Ook zij werden onmiddellijk geëxecuteerd. Van de velen die door het Tribunaal werden veroordeeld, kunnen nog genoemd worden Lodewijk Filips II van Orléans ("Philippe Égalité"), de met de revolutie sympathiserende neef van de koning (terechtgesteld op 6 november); Jean Sylvain Bailly, de eerste gekozen burgemeester van Parijs (11 november); en Madame du Barry, de minnares van Lodewijk XV (8 december). Al snel berechtte het Tribunaal iedereen die zich tegen Robespierre verzette. Jacques-René Hébert, Georges Danton, Camille Desmoulins en vele anderen werden voor het Tribunaal gebracht, berecht en geëxecuteerd. Er werden zoveel tegenstanders van Robespierre gearresteerd dat het Tribunaal hen in groepen begon te berechten. In juli 1794 werden gemiddeld 38 personen per dag berecht en onthoofd.
Gevangenen brachten zelden lang door in de Conciergerie; de meesten werden er een paar dagen of hooguit een paar weken voor hun proces naartoe gebracht. Er zaten soms wel zeshonderd gevangenen tegelijk. Een klein aantal rijke gevangenen kreeg een eigen cel, maar de meesten werden in gemeenschappelijke cellen gepropt, met wat stro op de vloer. Vrouwelijke gevangenen hadden een aparte binnenplaats met een fontein, waar ze hun kleren konden wassen.
Geleidelijk groeide de tegenstand tegen Robespierre en het bloedvergieten waaraan geen einde leek te komen. Hij werd gearresteerd op 28 juli 1794, nadat hij tevergeefs had gepoogd zichzelf door het hoofd te schieten. Hij werd naar de ziekenboeg van de Conciergerie gebracht, een paar uur later berecht door het Tribunaal en geëxecuteerd op de Place de la Révolution. De voorzitter van het Tribunaal, Fouquier-Tinville, werd eveneens gearresteerd en na negen maanden in de gevangenis van de Conciergerie op 9 mei 1795 geëxecuteerd. Het Tribunal révolutionnaire was twee dagen eerder, op 7 mei 1795, afgeschaft, nadat het in minder dan twee jaar 2.780 personen ter dood had veroordeeld.

### 19e, 20e en 21e eeuw
Na de Revolutie werd het Palais de la Cité de hoofdzetel van het Franse rechtssysteem, maar het bleef ook als gevangenis in gebruik. Tijdens het Consulaat van Napoleon Bonaparte werd de rebel Georges Cadoudal er gevangen gehouden tot zijn executie in 1804. Na Napoleons val bracht een van zijn beroemdste generaals, maarschalk Michel Ney, er zijn laatste dagen door tot zijn executie in 1815. Napoleons neef, Louis-Napoleon Bonaparte, de toekomstige keizer Napoleon III, zat er ook enige tijd gevangen na zijn mislukte poging om het koningschap van Louis-Philippe omver te werpen. De anarchisten Giuseppe Fieschi en Felice Orsini, die respectievelijk Louis-Philippe en Napoleon III probeerden te vermoorden, werden er eveneens gevangengezet, net als een andere beroemde anarchist, Ravachol, die in 1892 werd geëxecuteerd.
Tijdens de Revolutie was de Sainte-Chapelle omgebouwd tot een opslagplaats voor juridische documenten en was de helft van het glas-in-lood verwijderd. Tussen 1837 en 1863 werd een grote campagne gestart om de kapel in zijn middeleeuwse pracht te herstellen. Tegelijkertijd ondergingen de Conciergerie en het Paleis van Justitie grote veranderingen. Tussen 1812 en 1819 restaureerde architect Antoine-Marie Peyre het gewelfde plafond van de oude Salle des Gens d'Armes en bouwde hij op verzoek van koning Lodewijk XVIII de "verzoeningskapel", waar de cel van Marie-Antoinette was geweest. Tussen 1820 en 1828 bouwde hij een nieuwe gevel voor de Conciergerie langs de Seine tussen de Tour de l'Horloge en de Tour Bonbec, waarin ook de andere middeleeuwse torens werden opgenomen. In 1836 werd een nieuwe ingang naar de Conciergerie gemaakt tussen de Tour d'Argent en de Tour César.
Een uitgebreid plan voor de verbouwing van het Palais de Justice, zoals het Palais de la Cité na de Revolutie genoemd werd, werd gepresenteerd in 1835 door de architect Jean-Nicolas Huyot. Het plan omvatte de sloop van enkele onderdelen van het oude paleis, waaronder de restanten van het Logis du Roi en de Salle sur l'eau en de realisatie van een nieuw gebouw voor het Hof van Cassatie. Tussen 1857 en 1868 werd de westelijke vleugel van het Paleis van Justitie herbouwd door Joseph-Louis Duc en Honoré Daumet.
In 1871, in de laatste dagen van de Commune van Parijs (1871), staken de communards het gebouw in brand, waarbij tevens een groot deel van het interieur werd verwoest, waaronder de Salle des pas perdus. De restauratie werd uitgevoerd door Joseph-Louis Duc, die al eerder aan de westvleugel had gewerkt. Architect Honoré Daumet voltooide de bouw van het Hof van Beroep. Het Palais de Justice was in 1914 grotendeels voltooid, op een gedeelte aan de zuidkant na, het Tribunal correctionel.
De Conciergerie werd in 1862 aangewezen als monument historique. In 1914 werden enkele ruimtes opengesteld voor het publiek. Pas in 1934 sloot de gevangenis zijn poorten.

## Architectuur

### Torens Conciergerie
De Conciergerie is, samen met de Sainte Chapelle, het belangrijkste restant van het Palais de la Cité. De noordgevel langs de Seine bestaat uit een opeenvolging van vier middeleeuwse torens, aan elkaar geschakeld door grotendeels negentiende-eeuwse gevels. 
Op de noordoostelijke hoek van het complex staat de vierkante, 47 meter hoge Tour de l'Horloge ("Klokkentoren"), gebouwd rond 1353. Bovenin de toren hing een luidklok, de tocsin du palais ("alarmklok van het paleis"), die bij belangrijke dynastieke gebeurtenissen, zoals de dood van koningen en de geboorte van koninklijke eerstgeboren zonen, enkele dagen luidde. Het luiden van deze klok kondigde in 1572 ook het begin van de bloedige Bartholomeusnacht aan. De klok werd in 1792, tijdens de Franse Revolutie, verwijderd en omgesmolten, maar sinds 1848 hangt er een nieuwe klok. Aan de kant van de Boulevard du Palais bevindt zich een rijkversierd uurwerk, vervaardigd door Henri de Vic in 1370-1371. Het was de eerste openbare klok in Parijs. De klok werd in 1585-1586 verfraaid door de beeldhouwer Germain Pilon en is sindsdien meerdere keren gerestaureerd, onder andere in 1849-1852. De decoraties rondom de klok bevatten twee Latijnse inscripties.
Meer naar het westen staan, dicht bij elkaar, twee torens uit het begin van de veertiende eeuw, meestal aangeduid als Tour de César ("Caesars toren") en Tour d'Argent ("Zilvertoren"). Vroeger stonden ze ook wel bekend als Tournelle Civile en Tournelle Criminelle, verwijzend naar de civiele en strafrechtelijke gerechtshoven die zich daar bevonden. De poort tussen de twee torens en het grote neogotische venster daarboven dateren uit 1836.
De Tour Bonbec is de meest westelijke toren en tevens de oudste, uit het midden van de dertiende eeuw. De naam verwijst naar de voormalige martelkamers die zich hier bevonden. Het is de enige getinde toren van het paleis. Hij was oorspronkelijk lager dan de andere torens, totdat de architect Joseph-Louis Duc in de jaren 1860 de bovenste verdieping toevoegde en de buitentrap verwijderde. De bovenste delen werden hersteld na de brand van 1871, en vervolgens opnieuw in 1935, na een nieuwe brand op zolder.

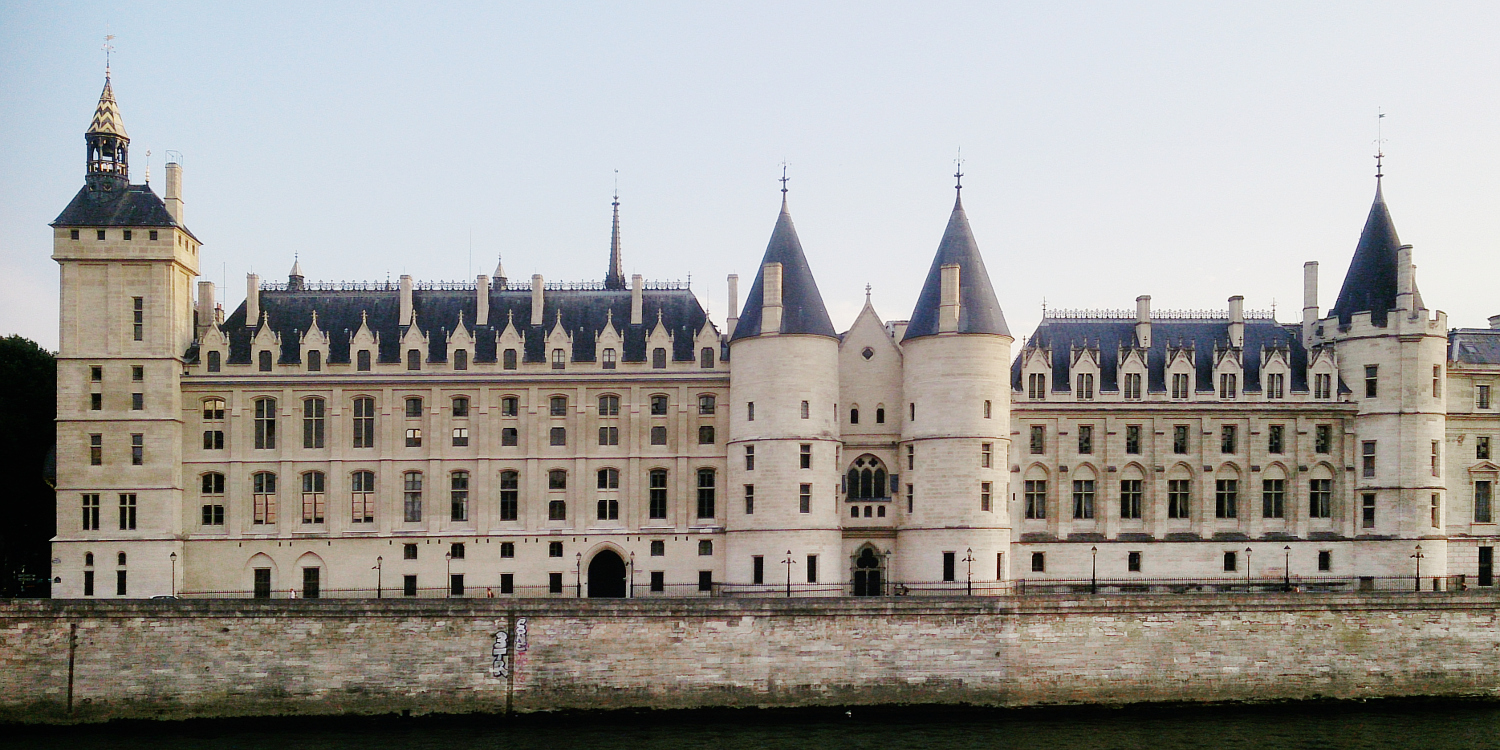
Noordfaçade Conciergerie met middeleeuwse torens
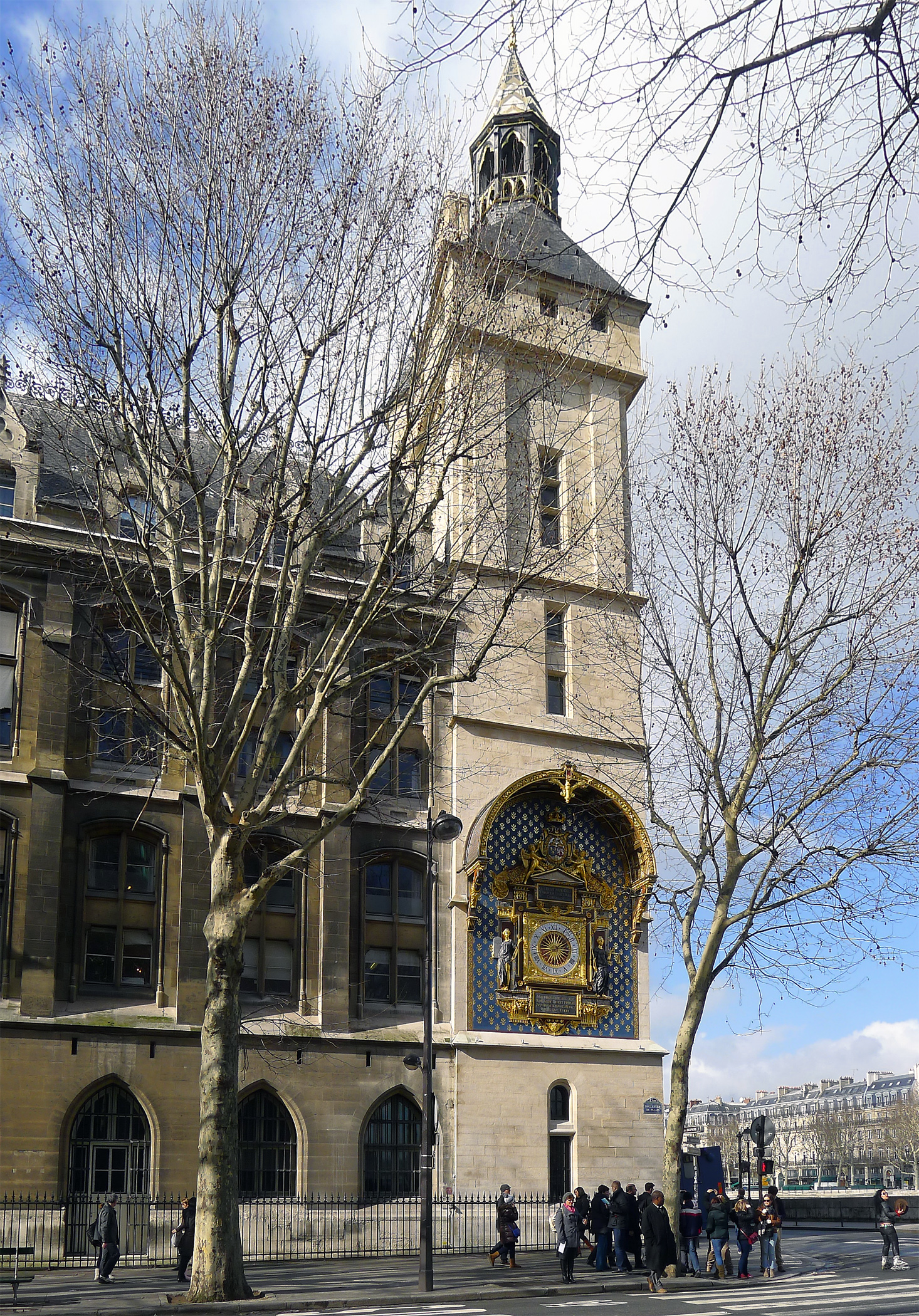
Tour de l'Horloge
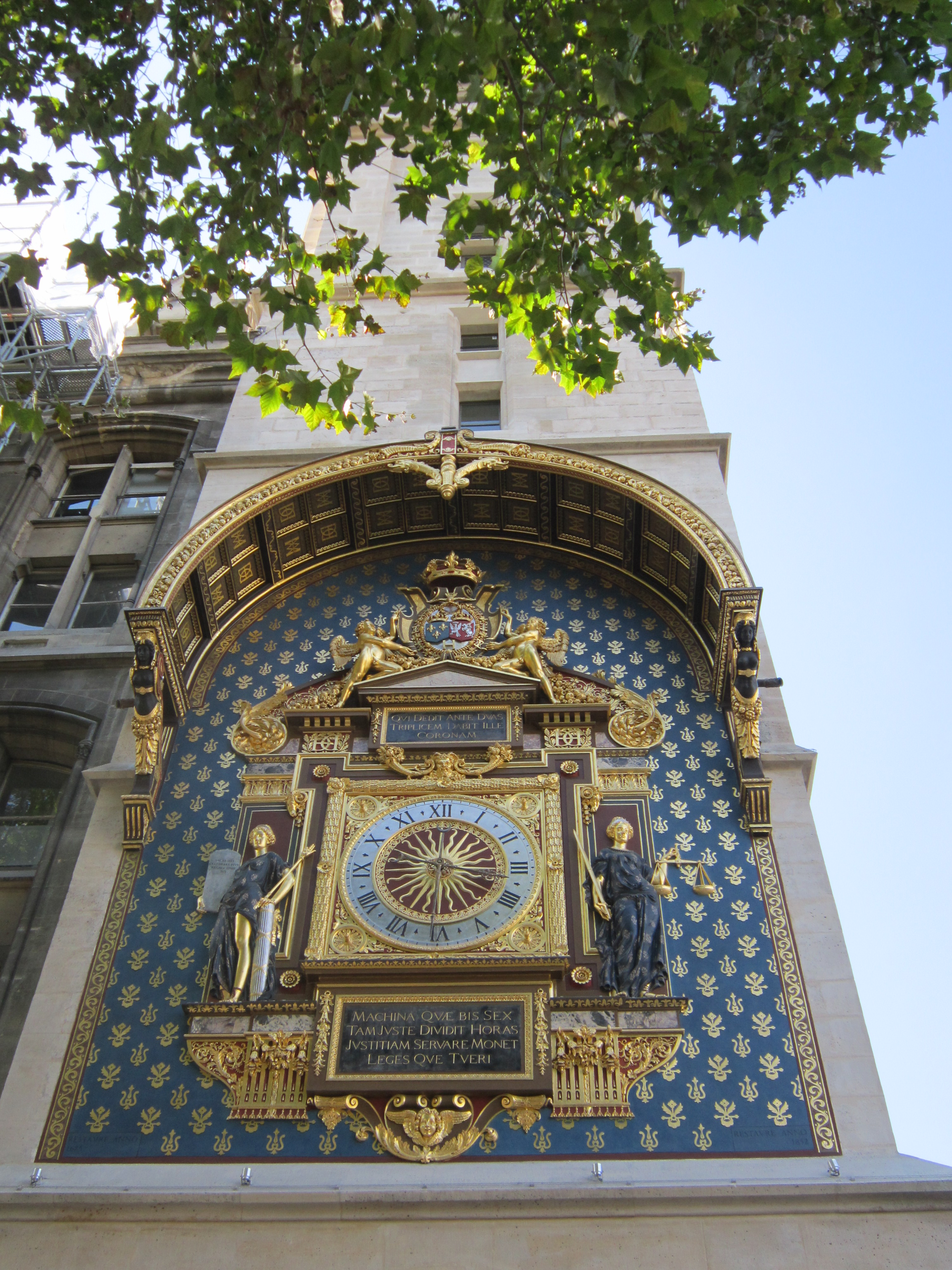
Idem, monumentale klok
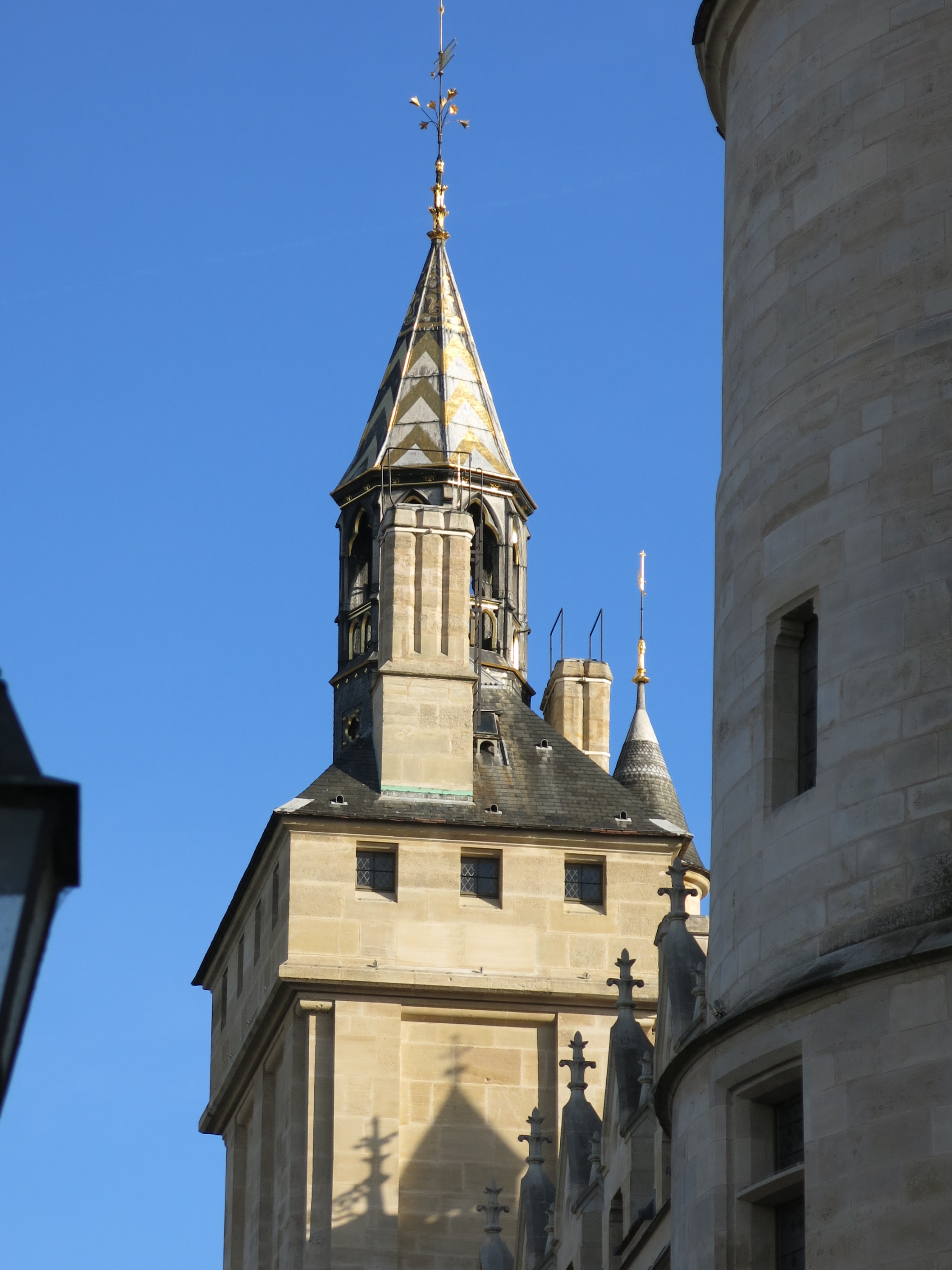
Idem, detail torenopbouw
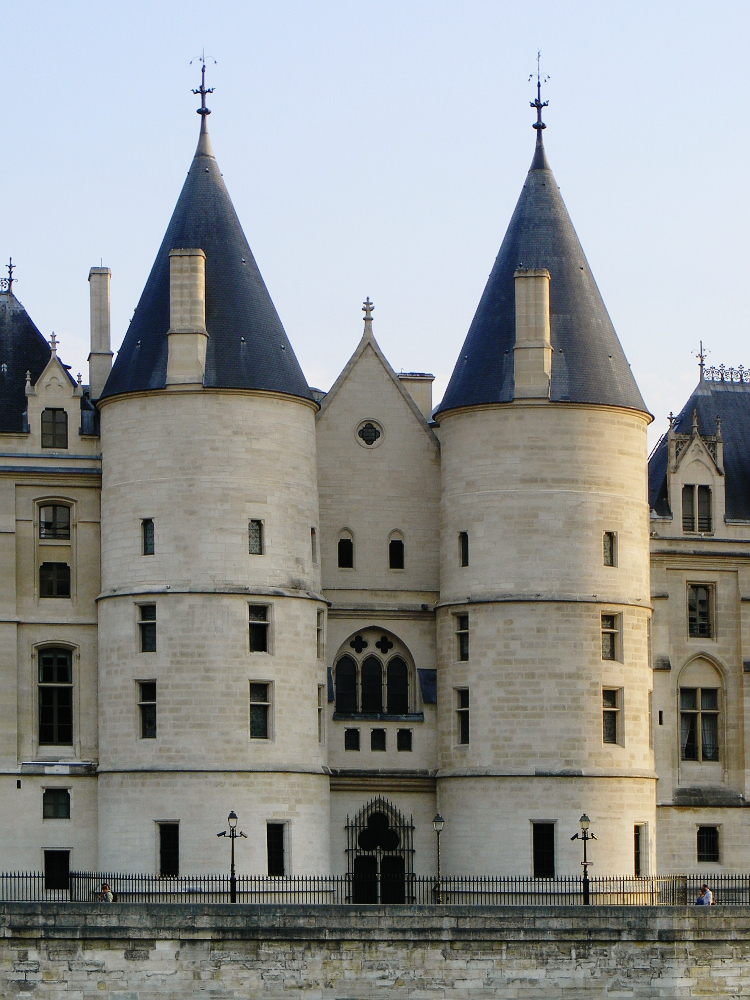
Tour de César en d'Argent
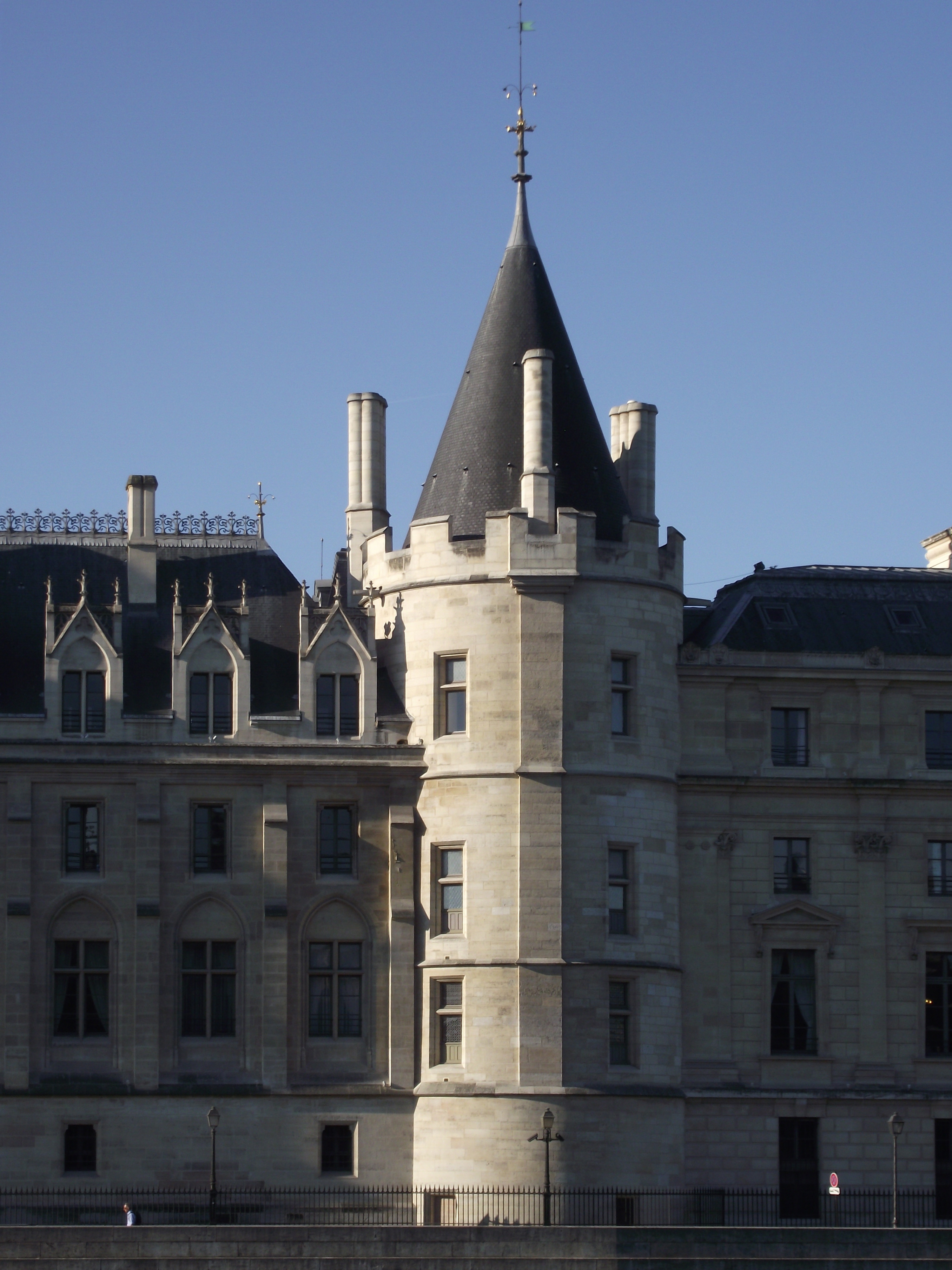
Tour Bonbec

### Cour du Mai en Sainte-Chapelle
De Cour du Mai was vanouds de westelijke hoofdingang van het Palais de la Cité en is nu de ruime voorhof van het Palais de Justice. Het plein was vroeger toegankelijk via een versterkte poort en grenst nu aan de Boulevard du Palais, waarvan het gescheiden is door een sierlijk gietijzeren hek van Maître Bigonnet (1787, hersteld in 1877). De huidige gevels van de Cour du Mai dateren uit de jaren 1780, na de verwoestende brand van 1776. De belangrijkste (westelijke) gevel heeft een monumentale trap (voorheen Grands degrés of Perron du Roi genoemd), die leidt naar een vierkant, overkoepeld gebouw, versierd met vier Toscaanse zuilen met allegorische beelden. Van zuid naar noord zijn dat: Overvloed door Pierre-François Berruer, Rechtvaardigheid en Voorzichtigheid door Félix Lecomte, en Kracht door Berruer. Boven de beelden bevindt zich een koninklijk wapenschild ondersteund door twee gevleugelde djinns van de beeldhouwer Augustin Pajou. Het ontwerp van de Cour du Mai, inclusief dat van het ijzeren hek, was van Pierre Desmaisons met assistentie van Jacques Denis Antoine en Joseph-Abel Couture, in het bijzonder voor het interieur. De zijvleugels werden in de jaren 1840 in dezelfde stijl herbouwd.
Ten zuiden van het hek van de Cour du Mai markeert een plaquette de voormalige locatie van de Chapelle Saint-Michel, waarin de Orde van Sint-Michiel van 1470 tot 1555/1557 was gevestigd (daarna overgebracht naar het Kasteel van Vincennes). De kapel gaf zijn naam aan de nabijgelegen Pont Saint-Michel en, aan de overkant van de Seine, de Place Saint-Michel en Boulevard Saint-Michel.
Aan de zuidzijde van de Cour du Mai ligt de Sainte-Chapelle. De kapel werd gebouwd tussen 1241 en 1248 door koning Lodewijk IX, later bekend als Lodewijk de Heilige, als waardig onderkomen voor de door hem verworven relikwieën van de kruisiging van Jezus. Het onderste niveau van de dubbelkapel diende als parochiekerk voor de bewoners van het paleis. Het bovenste niveau was voorbehouden aan de koning en zijn familie. De glas-in-loodramen van de bovenkapel, waarvan ongeveer de helft origineel is, behoren tot de belangrijkste monumenten van middeleeuwse kunst in Parijs.

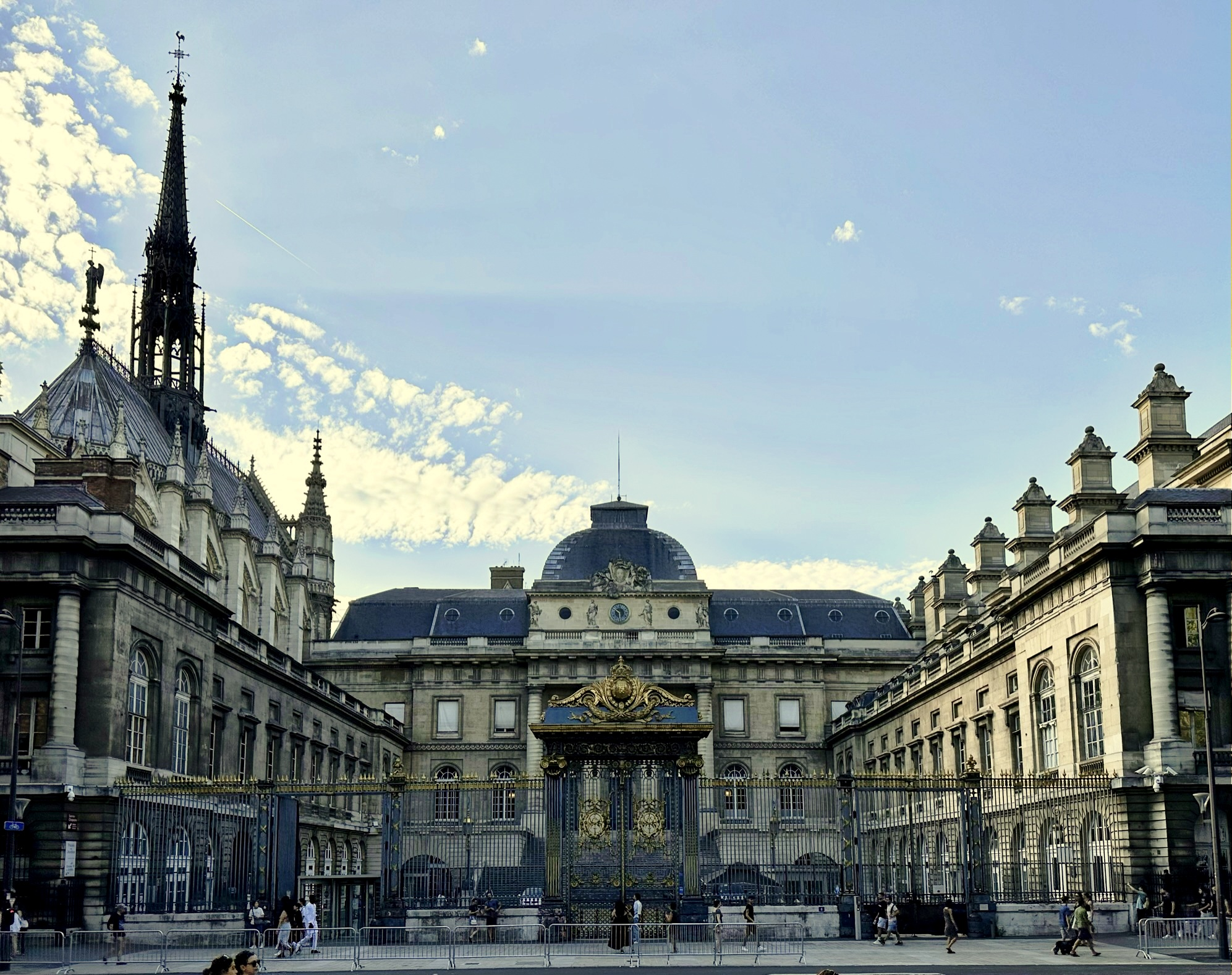
Cour du Mai en Sainte-Chapelle
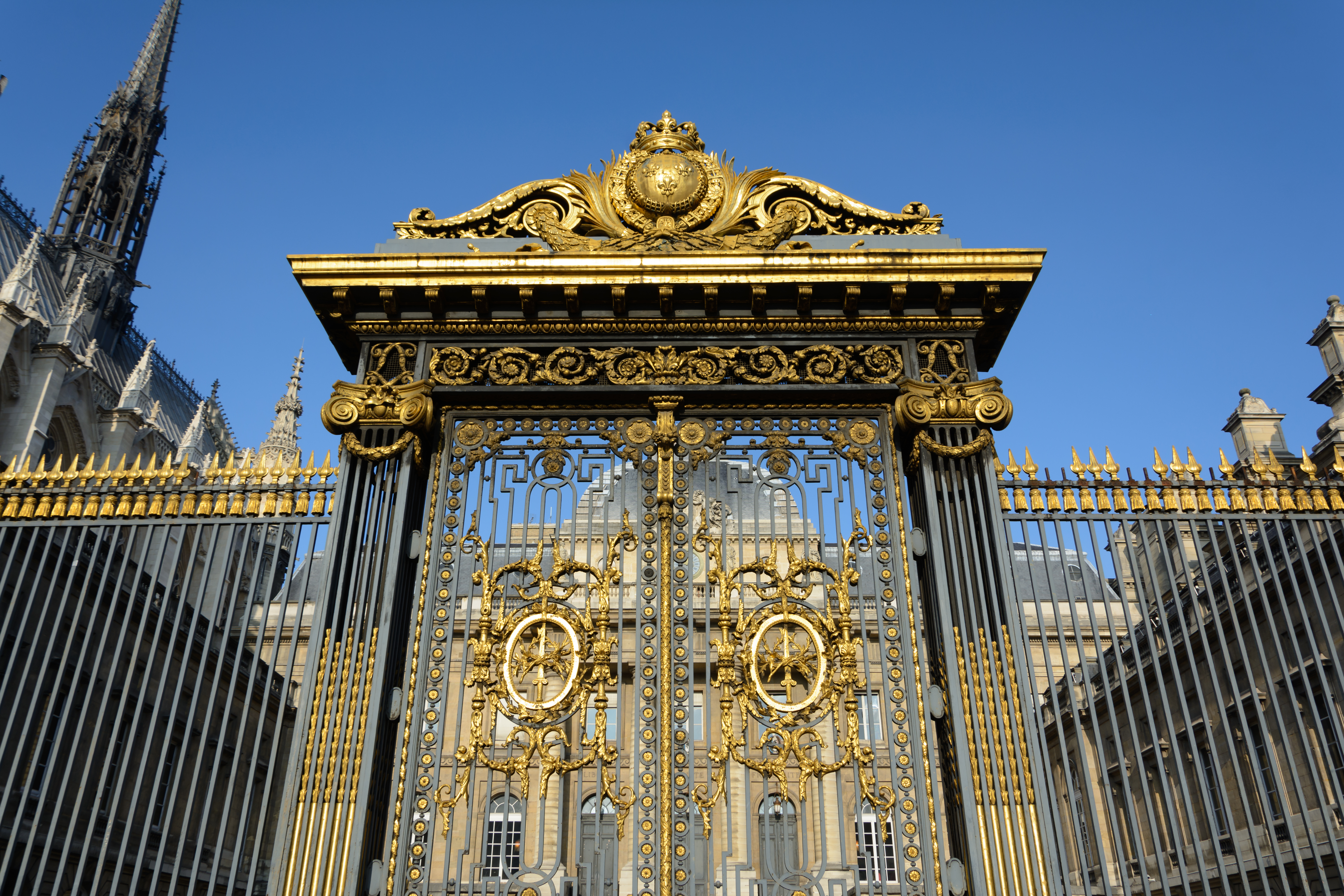
Hek uit 1787
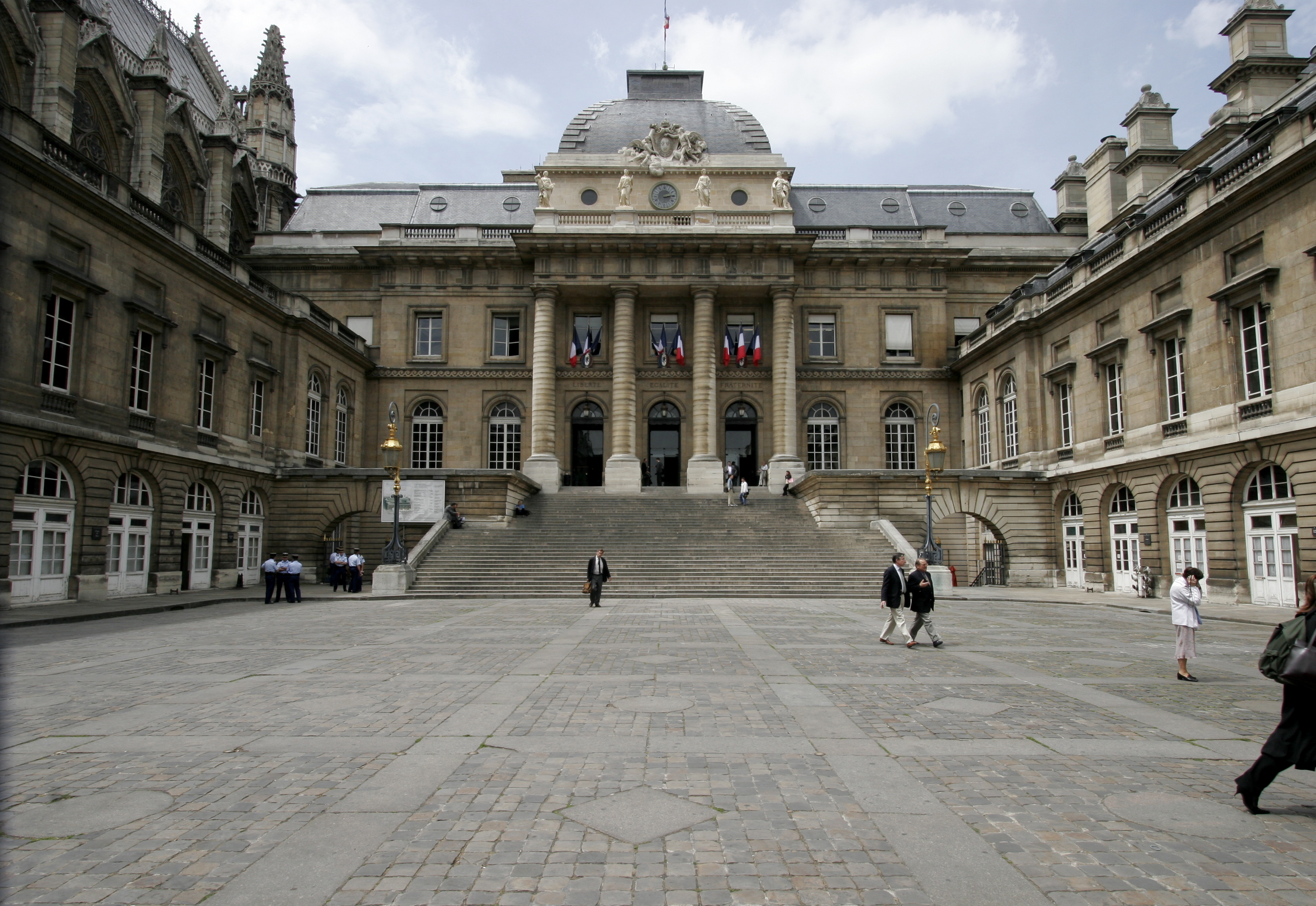
Cour du Mai
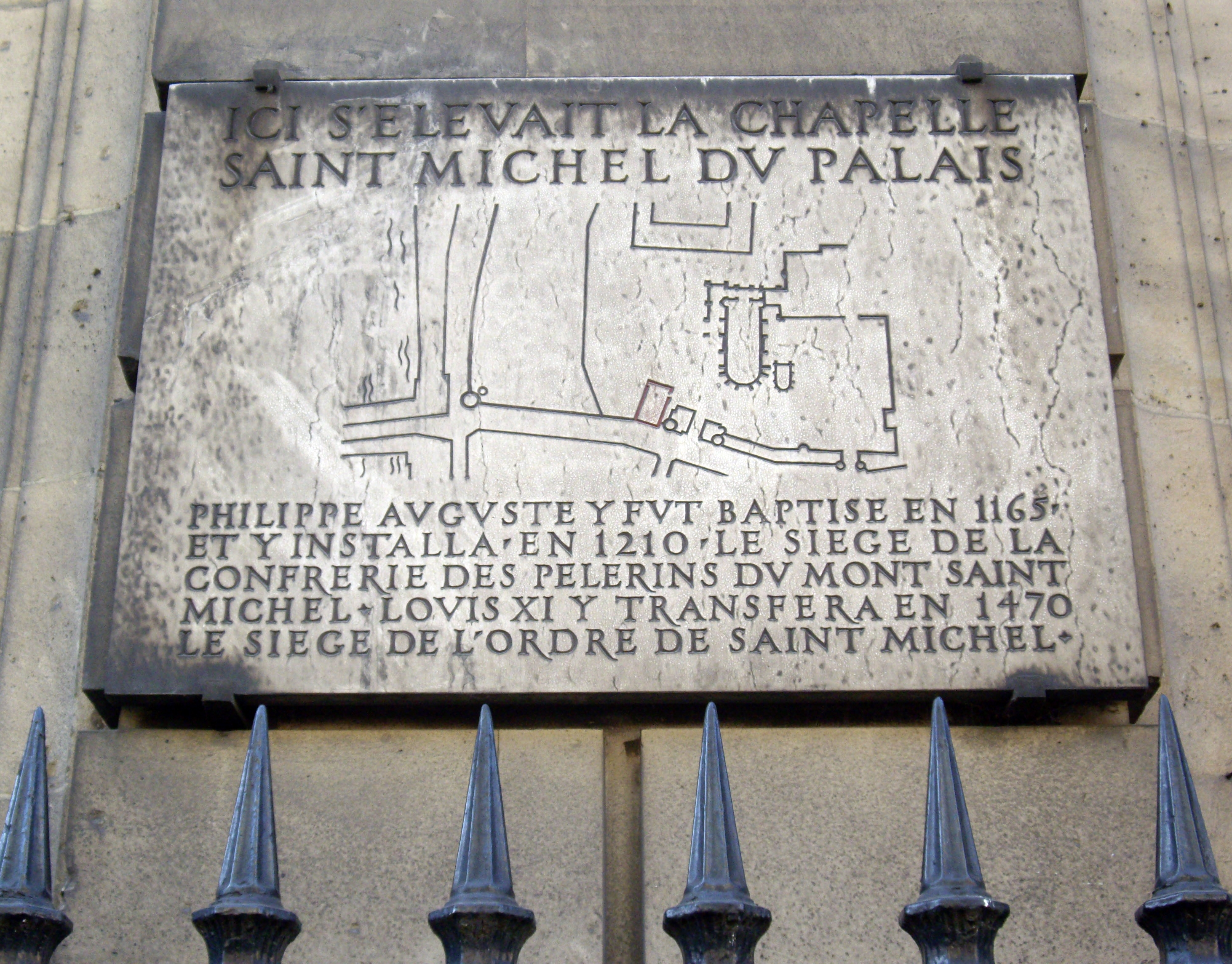
Plaquette Chapelle Saint-Michel
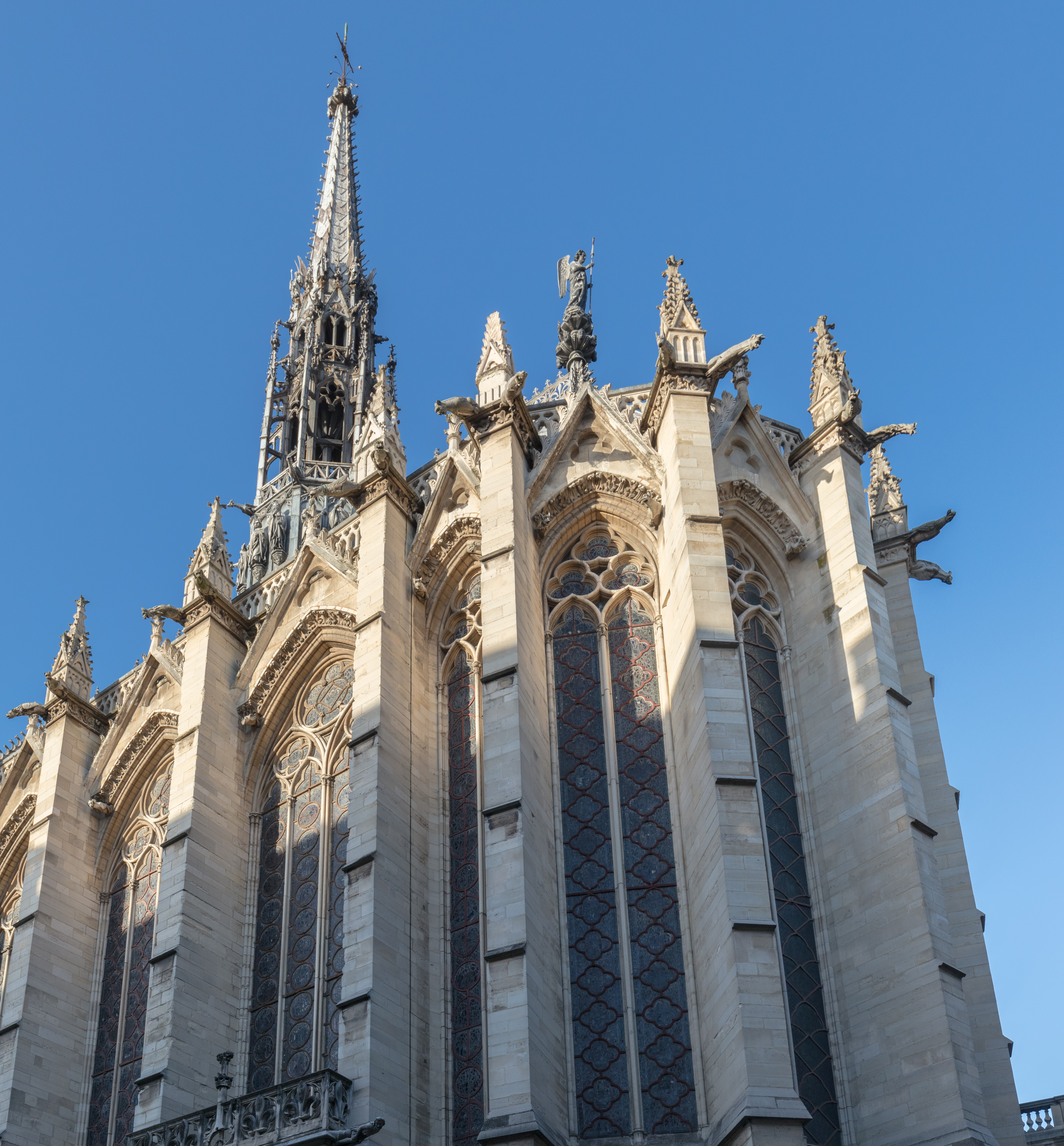
Sainte-Chapelle

### Conciergerie, intereur
Aan de noordzijde van de Cour du Mai ligt de Conciergerie, een complex dat in de loop der eeuwen vele malen is verbouwd, maar dat nog diverse middeleeuwse elementen heeft bewaard, zoals de eerder beschreven torens en enkele lager gelegen delen van het interieur. De twee grote zalen in het onderste deel van de Conciergerie, de Salle des Gardes en de Salle des Gens d'armes, zijn samen met de keukens overblijfsels van het oorspronkelijke Capetiaanse paleis. De Salle des Gardes ("Zaal van de Wachters") dateert uit omstreeks 1300. De zaal meet 22,8 × 11,8 m, is 6,9 meter hoog en ligt iets onder het straatniveau. De voorheen boven deze zaal gelegen Grand-Chambre bestaat niet meer. Twee trappen leiden naar de Tour de César en de Tour d'Argent. De Salle des Gens d'armes ("Zaal van de Wapenbroeders") is aanzienlijk groter (69 × 27 m) en hoger (8,5 m). Ook deze zaal ligt verdiept. Voorheen lag de zaal onder de prachtvolle Grand-Salle, waar de koningen van Frankrijk banketten hielden De benedenzaal was in gebruik als eetzaal voor het personeel. Een trap, nu ommuurd, verbond de benedenverdieping met de Grand-Salle.
Het gevangeniskwartier van de Conciergerie, zoals dat vandaag de dag zichtbaar is, dateert uit de late achttiende eeuw. Tijdens de Franse Revolutie was het de belangrijkste gevangenis voor politieke gevangenen, waaronder Marie Antoinette. De Kapel van de Girondijnen is een ruimte die sinds de Revolutie nauwelijks is veranderd. De kapel werd gebouwd na de brand van 1776 op de plek van de middeleeuwse paleiskapel. In 1793 en 1794, toen de gevangenis overvol was, werd de kapel omgebouwd tot gevangeniscellen. Het ontleent zijn naam aan de girondijnen, een revolutionaire factie die zich verzette tegen de meer radicale montagnards van Robespierre. De afgevaardigden die werden gearresteerd hielden de avond voor hun executie een laatste "banket" in de kapel. Het gevangeniscomplex is in de negentiende eeuw verbouwd en uitgebreid. Een deel werd in de jaren 1980 gerestaureerd en is te bezichtigen.

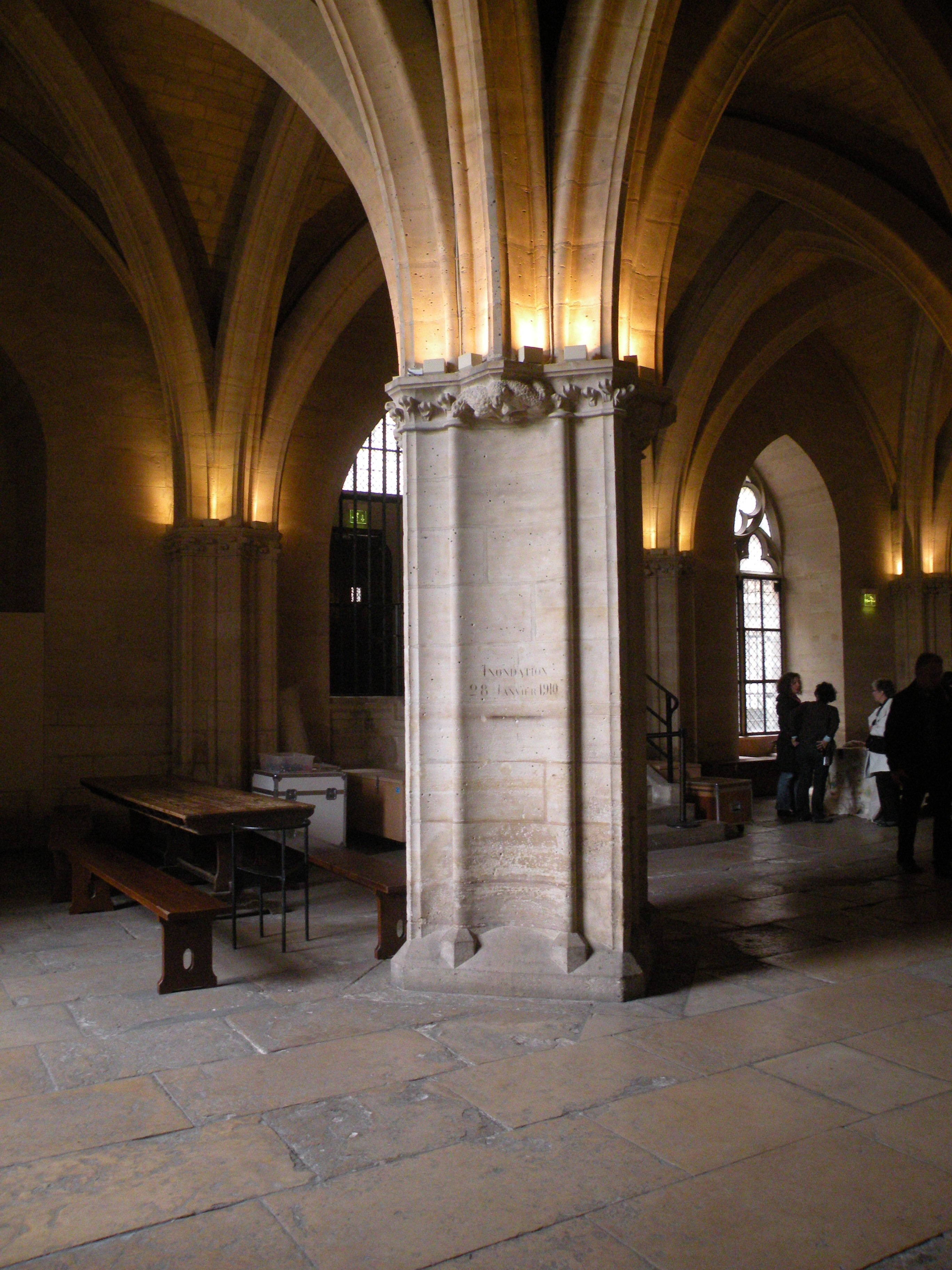
Salle des Gardes
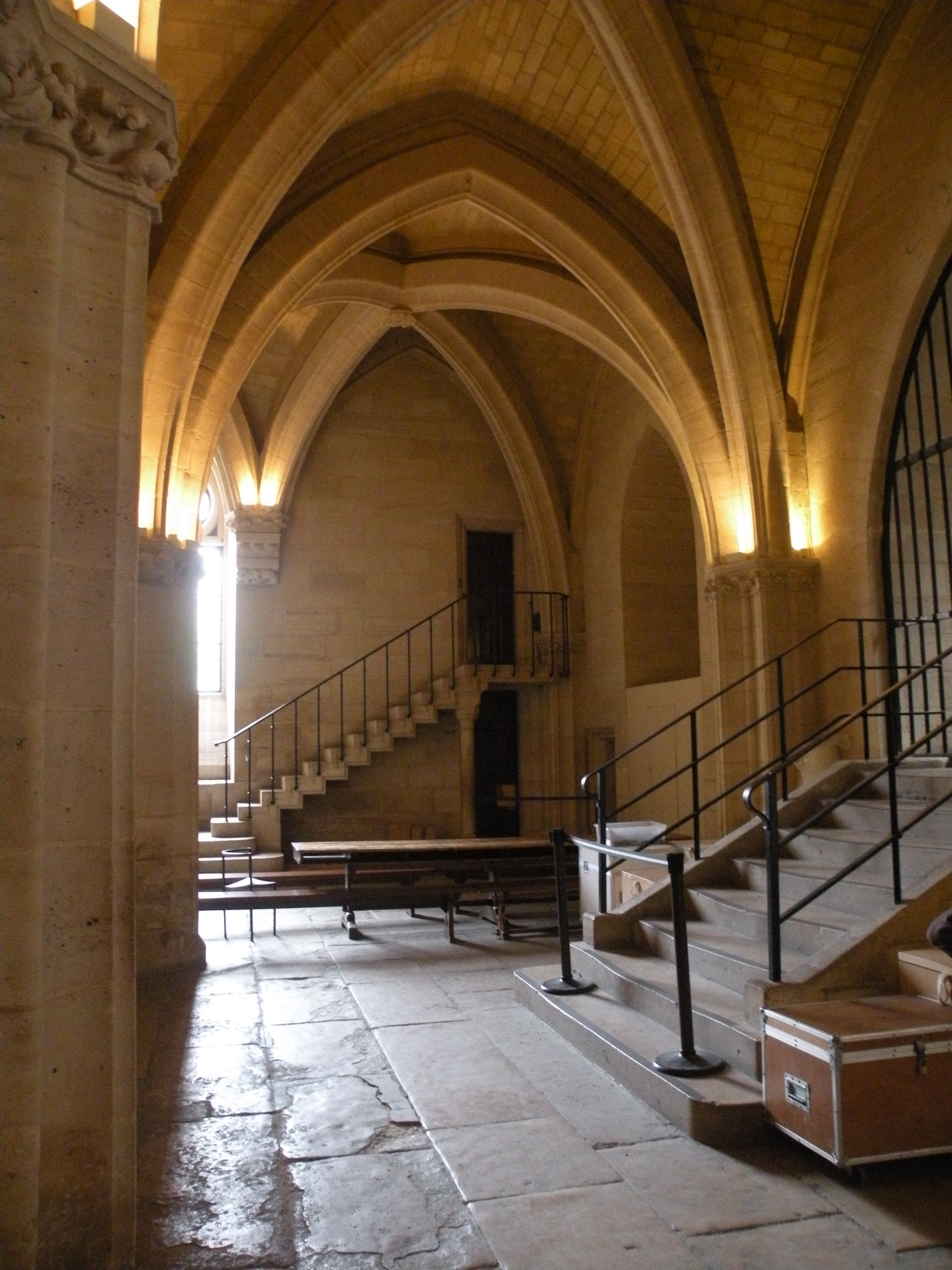
Idem, trappen
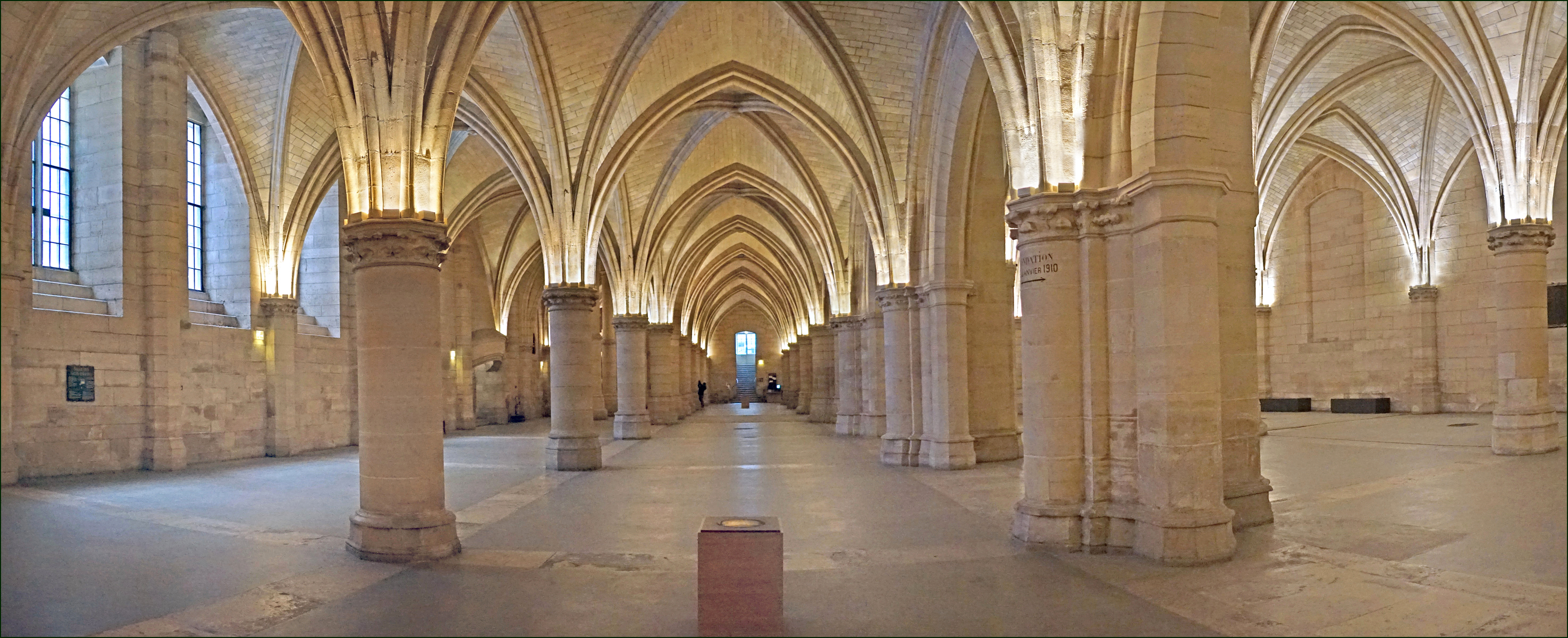
Salle des Gens d'armes
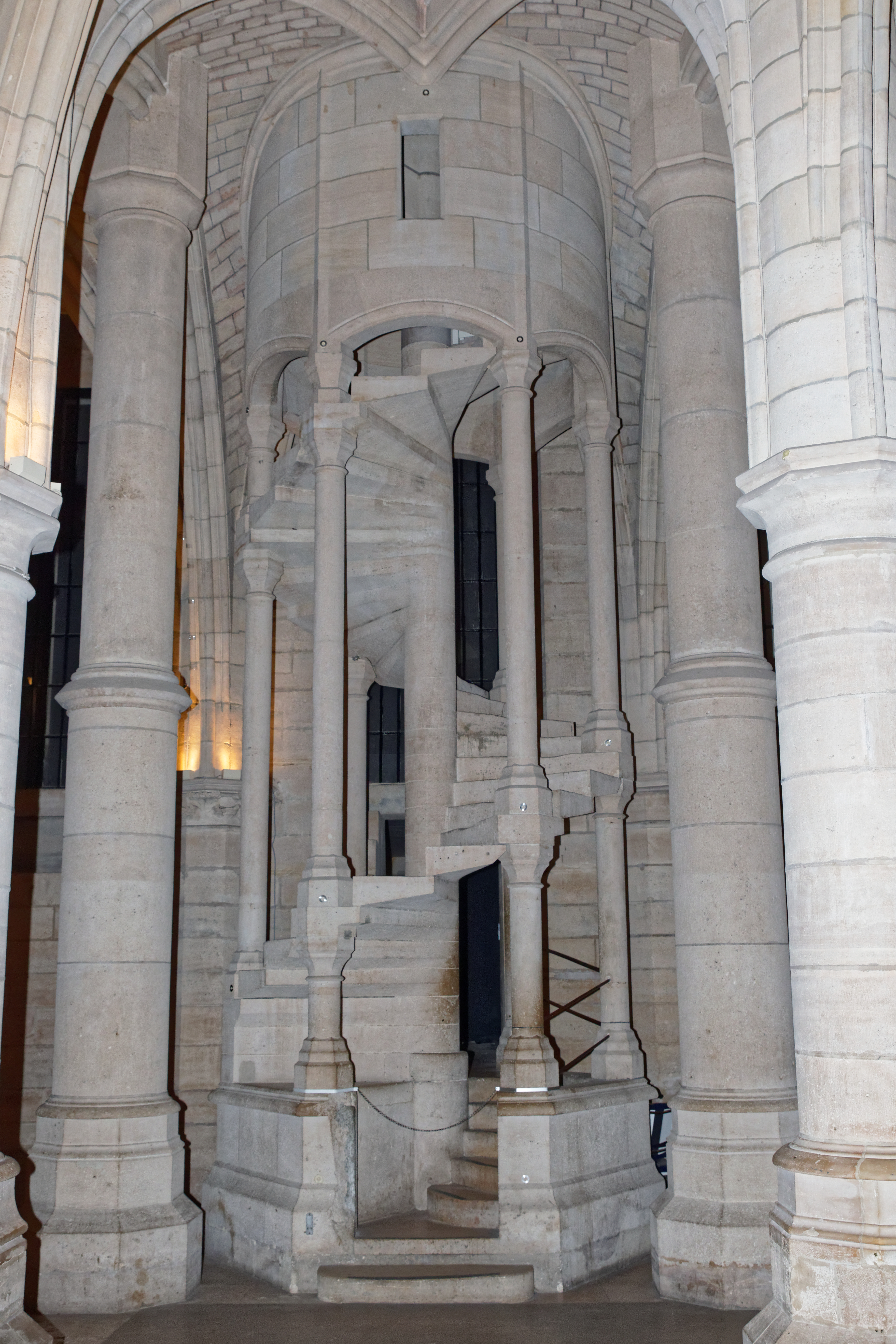
Idem, wenteltrap
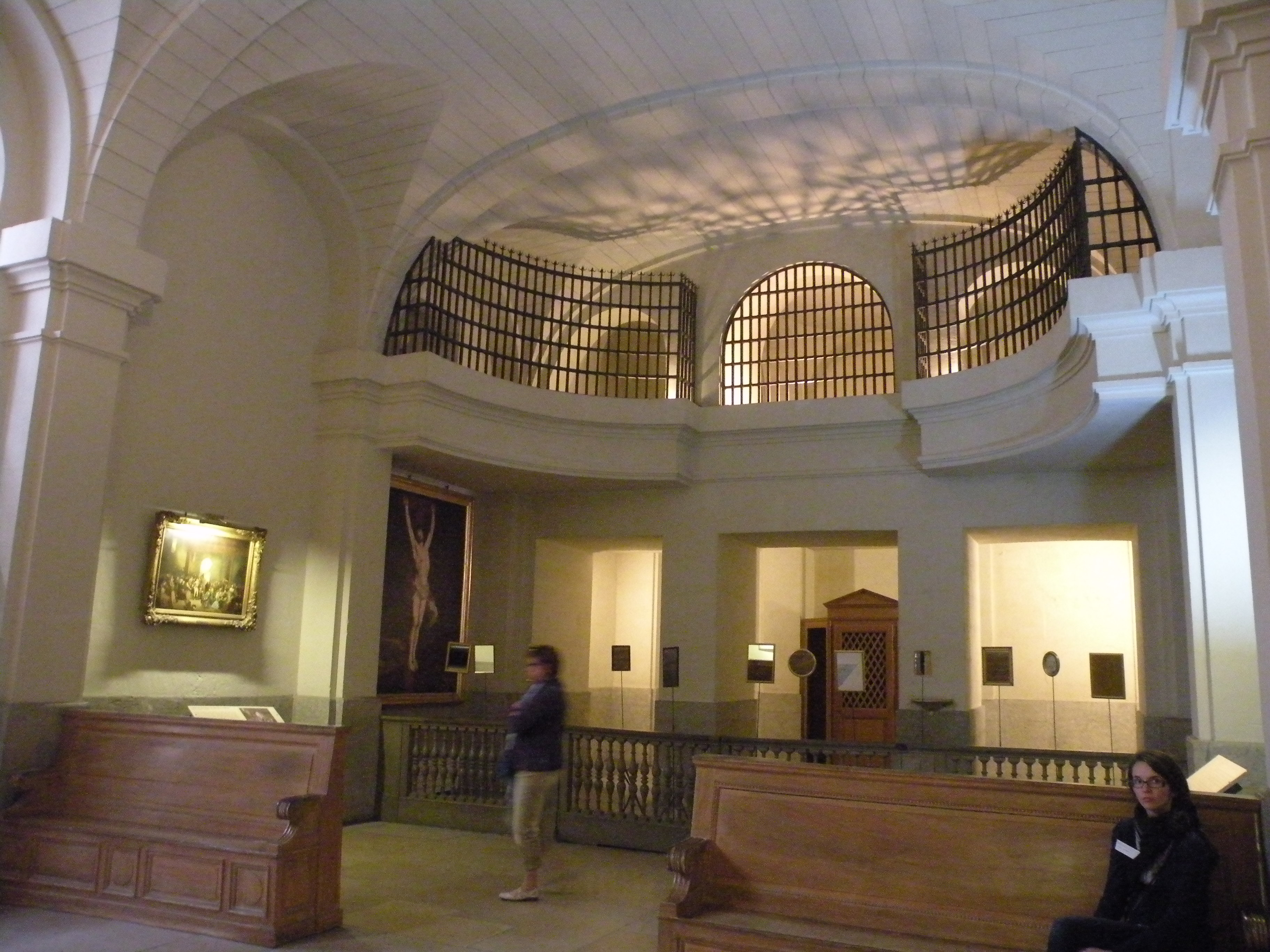
Kapel van de Girondijnen

- Library of Congress Control Number: no99069473
- Virtual International Authority File: 131675745
- WorldCat: E39PBJhRH9wPmCPmH9y3Gk7vHC